# Lògica de Port-Royal
La Lògica de Port-Royal és el títol amb què es coneix La logique, ou l'art de penser, contenant, outre els règles communes, plusieurs observationes nouvelles propres à former le jugement (1a edició: París, 1662), és a dir, un important manual de lògica publicat anònimament per primera vegada el 1662 els autors del qual són Antoine Arnauld i Pierre Nicole, dos prominents membres del moviment jansenista, que va créixer al voltant de l'Abadia de Port-Royal. Escrit en l'ambient jansenista i sota la influència del racionalisme cartesià, és possible que Blaise Pascal hi contribuís a la redacció.
Escrit en francés, esdevingué un text popular i va ser útil fins al segle xx, per introduir el lector en la lògica, i exhibint importants elements cartesians en metafísica i epistemologia (Arnauld havia estat un dels principals filòsofs les objeccions dels quals es van publicar, amb rèpliques, en Méditations métaphysiques de Descartes). Mantenen la validesa dels raonaments segons les formes sil·logístiques aristotèliques. El contingut cognoscitiu dels termes, però, s'hi interpreta seguint la nova filosofia cartesiana.

## Parts de l'obra
Inclou "Dos discursos". El segon és un afegit en què es respon a algunes objeccions que han sorgit a propòsit de la primera edició.
- Definició de la lògica: l'art de guiar bé la raó en el coneixement de les coses, tant per a instruir-se a si mateix com per a instruir els altres.

Arnalud i Nicole, com a cartesians de primera fornada, se centren en la diferència entre les idees clares i distintes, i les idees obscures i confuses. Les idees clares i diferents són les que continuen dretes després del procés del dubte metòdic, mentre que les segones són les que ens suggereixen els sentits. Afirmen que les coses clares n'impliquen les diferents, i les fosques suposen les confuses; per això fan una mena d'inventari de les idees clares i de les oposades, les fosques. Així, diuen, evocant René Descartes, que “la idea que una persona té de si mateixa, en tant una cosa que pensa, és molt clara, de la mateixa manera que ho és la idea de totes les dependències del nostre pensament, com ara jutjar, raonar, dubtar, voler, desitjar, sentir, imaginar (…) També concebem clarament l'ésser, l'existència, la durada, l'ordre, el nombre (…) Les idees confuses i fosques són les que provenen de les qualitats sensibles, com ara els colors, els sons, les olors, el gust, el fred, la calor, la fam, la set, la pesantor, el dolor corporal.”

Sobre aquest tema, explica Rodolfo Fattoruso:
“Arnauld i Nicole postulen un dualisme radical, militant; per a ells l'un és excloent de la diversitat; el cos i l'ànima són ens estranys entre si, com obertament ho planteja Plató, com en part ho afirma Agustí d'Hipona. Diuen que tot es deu a una discrepància entre l'ànima, que no ha posat gens de voluntat per a rebre aquestes impressions, i el cos, que és una incansable fàbrica d'excitacions i comunicacions amuntonades i veloces. Són fosques les idees perquè l'ànima, com que no les processa pas, no sap com abastar-les, enquadrar-les, canalitzar-les. Cal un fort combat interior perquè la claredat hi triomfe, perquè allò que és discrepant i confús siga sotmés a la claredat dels grans principis que han de regir la vida humana”. 
Una secció important de la Lògica que demostra el vincle amb Descartes n'és l'apartat que especula sobre la normativa de la definició.
“Regles relatives a la definició:
1. No deixeu cap terme que pogués resultar fosc o equívoc sense definir.
2. No utilitzeu en les definicions mots que no siguen perfectament coneguts o ja explicats. 
Dues regles per als axiomes:
3. No exigiu en els axiomes més que coses perfectament evidents.
4. Considereu evident allò que no reclame més que un poc d'atenció per a ser reconegut com a vertader.
Dues regles per a les demostracions:
5. Proveu totes les proposicions una mica fosques, servint-vos de definicions precedents, d'axiomes ja acordats, o de proposicions que ja han estat demostrades.
6. No abuseu mai de l'equívoc dels mots, en no substituir mentalment les definicions que els limiten i els expliquen.
Dues regles per al mètode:
7. Tracteu les coses, sempre que es puga,  en l'ordre natural, començant per les més generals i simples, i explicant allò que pertany a la naturalesa del gènere abans de passar a les espècies particulars.
8. Dividiu, en tant que es puga, cada gènere en totes les espècies, cada unitat en totes les parts, i cada dificultat en totes les expressions."
El filòsof Louis Marin va estudiar l'obra fil per randa en el segle xx (La Critique du discours, Éditions de Minuit, 1975), i Michel Foucault la va considerar en Les mots et les choses, com una de les bases de l'episteme clàssica.